# Personaje secundare din povestirile cu Sherlock Holmes
Acest articol prezintă personajele secundare din povestirile cu Sherlock Holmes ale lui Sir Arthur Conan Doyle și din lucrările necanonice derivate.

## Inspectorul Baynes
Inspectorul Baynes de la poliția din Surrey apare în cele două părți ale povestirii "Aventura din Wisteria Lodge", intitulate (i) "Neobișnuita experiență a domnului John Scott Eccles" și (ii) "Tigrul din San Pedro". El este singurul ofițer de poliție care l-a concurat vreodată pe Sherlock Holmes, în abilitățile sale de investigație. În această povestire, cititorul constată că, în ciuda faptului că lucrează fiecare după linii diferite de investigație, ambii ajung în același timp la concluzia corectă și rezolvă misterul. De fapt, Baynes l-a indus în eroare chiar și pe Holmes, pentru că a folosit o metodă similară cu cea des folosită de către detectiv atunci când a arestat omul greșit și a furnizat presei informații inexacte, în scopul de a-i da adevăratului criminal un fals sentiment de siguranță. Holmes l-a felicitat pe acest inspector și a afirmat că el crede că Baynes va ajunge departe în carieră, pentru că are instinct și intuiție.

## Billy
Billy este pajul lui Holmes, care apare în povestirile "Valea terorii", "Problema podului Thor" și "Cazul diamantului Mazarin". În acesta din urmă, el joacă un rol important ajutând la arestarea răufăcătorului. El este un personaj mult mai important în toate cele trei piese de teatru ale lui Doyle în care apare Sherlock Holmes, Sherlock Holmes; A Drama in Four Acts, The Stonor Case și The Crown Diamond, precum și în piesa The Painful Predicament of Sherlock Holmes scrisă de William Gillette. În 1903 Charlie Chaplin și-a inceput cariera jucând pe scenă rolul lui Billy atât în piesa în patru acte, cât și în piesa lui Gillette. Billy apare și în filme, printre care Sherlock Holmes și The Adventures of Sherlock Holmes.

## Inspectorul Bradstreet
Inspectorul Bradstreet este un detectiv care apare în trei povestiri: "Omul cu buza strâmbă", "Aventura rubinului albastru" și "Aventura degetului cel mare al inginerului".
Doyle l-a descris ca "un funcționar înalt și voinic [...] purtând un chipiu cu cozoroc și o jachetă". Ilustrațiile lui Sidney Paget pentru revista Strand Magazine îl prezintă ca purtând barbă. Doar aceste amănunte puține sunt prezentate despre el în canon.
Bradstreet a activat inițial în Divizia E a Scotland Yard, care-l asociază cu Bow Street Runners, un precursor al Scotland Yard. El susține că era polițist din 1862 ("Omul cu buză strâmbă"), dar în iunie 1889 Dr. Watson scrie că el era în Divizia B și se ocupa cu ancheta din cazul descris în "Aventura rubinului albastru". Potrivit autorului sherlockian Jack Tracy, Divizia B era:

"una din cele douăzeci și două de divizii administrative ale Poliției Metropolitane. Cele 5.17 mile pătrate includeau părți din south Kensington și din partea de sud-vest a Westminsterului [...]"

În "Aventura degetului cel mare al inginerului", el îl însoțește pe Holmes la Eyford, un sat din Berkshire. Potrivit The Encyclopaedia Sherlockiana al lui Jack Tracy, el "făcea parte cel mai probabil din personalul de la sediul central."
Bradstreet nu este un om sever; în "Omul cu buza strâmbă" el ar putea să-l trimită pe mâna justiției pe falsul cerșetor, dar a ales să treacă cu vederea această acțiune pentru a evita umilirea soției și a copiilor lui Neville St. Clair.
Bradstreet apare în patru episoade ale serialului de televiziune Aventurile lui Sherlock Holmes, realizat de Granada Television, și anume "Aventura rubinului albastru", "Omul cu buza strâmbă", "Planurile Bruce-Partington" (înlocuindu-l pe inspectorul Lestrade, ca urmare a faptului că actorul Colin Jeavons nu era disponibil), "Aventura degetului cel mare al inginerului" și în "Cazul diamantului Mazarin" (unde are o apariție scurtă). Rolul a fost interpretat inițial de Brian Miller ca un om lăudăros și gălăgios, apoi de Denis Lill ca un polițist mult mai competent.
El apare și în seria The Adventures of Inspector Lestrade a scriitorului M. J. Trow.

## Tobias Gregson
Inspectorul Tobias Gregson, un inspector de la Scotland Yard, a fost introdus pentru prima dată în Un studiu în roșu (1887) și a apărut apoi în "Traducătorul de greacă" (1893), "Aventura din Wisteria Lodge" (1908) și "„Cercul Roșu”" (1911). Holmes îl declară a fi "cel mai deștept dintre cei de la Scotland Yard", dar având în vedere părerea lui Holmes despre detectivii de la Scotland Yard, aceasta nu este o laudă. Într-una din povestiri, Watson menționează în mod expres modul dur și rece în care acționează Gregson. Rivalul său de la Scotland Yard în lupta cu criminalitatea este inspectorul G. Lestrade.
Gregson apare pentru prima dată în Un studiu în roșu și este polul opus al unui alt personaj creat de Doyle, inspectorul Lestrade. Lestrade și Gregson sunt prezentați ca rivali, Doyle înălțând o barieră între ei pentru a sublinia animozitatea lor profesională. Gregson este înalt, cu fața albă și păr blond în contrast cu trăsăturile negricioase ale mai scundului Lestrade și are "mâini grase".
Dintre toți inspectorii de la Scotland Yard, Gregson se apropie cel mai mult de Sherlock Holmes din punct de vedere intelectual, recunoscând în același timp abilitățile lui Holmes și chiar admițând odată în fața lui Holmes că el se simte întotdeauna mai încrezător atunci când are parte de ajutorul lui Holmes într-un caz. Din păcate, el este legat de limitele legii, iar întârzierea în obținerea ajutorului său aproape că se transformă într-o tragedie în "Traducătorul de greacă", deoarece are nevoie de mult pentru a obține sprijinul legal. El are, de asemenea, unele defecte umane regretabile. În timpul evenimentelor relatate în Un studiu în roșu el râde de prostia colegului său Lestrade, de față cu Holmes și Watson, chiar dacă și el se află pe o pistă greșită. În "Traducătorul de greacă" este nevoie de prea mult timp pentru a se angaja în prevenirea unei răpiri și a unei crime.
Spre deosebire de Lestrade, Gregson se folosește de unele scăpări ale legii și în "Traducătorul de greacă" trece cu vederea spargerea de către Holmes a unei ferestre și intrarea acestuia prin efracție într-o casă. Ca urmare a acestei acțiuni, viața vecinului lui Mycroft Holmes este salvată.
Gregson apare pentru ultima oară în povestirea "„Cercul Roșu”" a lui Doyle în cadrul evenimentelor care au avut loc în 1902, dar nu au fost publicate de către Dr. Watson până în 1911. În această ultimă scriere, Watson observă că:
Detectivii noștri oficiali s-ar putea să aibă lipsuri la capitolul inteligență, dar niciodată nu duc lipsă de curaj. Gregson a urcat scara pentru a-l aresta pe acest criminal disperat, având același aer liniștit și oficial cu care ar fi urcat scara centrală din clădirea Scotland Yardului. Omul de la Pinkerton încercase să-l depășească, dar Gregson l-a împins cu fermitate înapoi. Pericolele Londrei erau privilegiul forțelor londoneze.
Acest pasaj arată cât de mult s-a aschimbat opnia lui Doyle cu privire la poliție. Spre deosebire de mulți scriitori din prezent, Doyle nu a acuzat poliția de corupție sau de lene în scrierile sale, dar a fost nevoie de ani de zile pentru ca el să scrie ceva pozitiv despre activitatea lor.

## Stanley Hopkins
Inspectorul Stanley Hopkins este un detectiv de la Scotland Yard și un student al metodelor deductive ale Holmes, pe care încearcă să le aplice în cadrul investigațiilor sale. Cu toate acestea, Holmes este foarte critic cu privire la capacitatea lui Hopkins de a le aplica bine; inspectorul face uneori astfel de greșeli ca arestarea unui om al cărui carnețel fusese găsit la locul crimei, în ciuda faptului că era imposibil din punct de vedere fizic ca omul în cauză să ucidă victima, așa cum a fost găsită aceasta. Hopkins trimite mai multe cazuri lui Holmes, care toate au loc în zonele de sud-est ale Angliei și Londrei, printre care:
- "Ochelarii de aur", caz petrecut în 1894 în Chatham, Kent,
- "Peter „cel Negru”", caz petrecut în 1895 în Weald,
- "Fundașul dispărut", caz petrecut în 1896 la Cambridge și
- "Aventura de la Abbey Grange", caz petrecut în 1897 în Chislehurst.

## Doamna Hudson
Doamna Hudson este proprietara locuinței lui Sherlock Holmes din Londra, de la adresa 221B Baker Street.  
Doamna Hudson este o femeie care ține ca propria sa casă să fie curată și în ordine și adesea este în dezacord cu Sherlock Holmes în privința aceasta. Watson o descrie ca o bucătăreasă excelentă; în "Tratatul naval", Holmes spune că "ea gătește o gamă cam limitată de feluri de mâncare, dar are o idee bună despre micul dejun ca și o scoțiană", pe care unii cititori au luat-o ca o referire la faptul că ea este scoțiană, iar alții că este o referire la bucătăria scoțiană din bancurile cu scoțieni.  În afară de menționarea ei ca «stăpâna casei», autorul nu-i oferă nicio descriere fizică și nici măcar nu-i spune prenumele, deși ea a fost identificată cu « Martha » în Ultima reverență (His Last Bow). În versiunea în limba japoneză a serialului TV Sherlock Hound, ea este numită Marie Hudson.
În adaptările cinematografice și de televiziune ale scrierilor lui Conan Doyle, ea este prezentată de obicei ca o femeie în vârstă chiar dacă, în ocazii rare, ea este prezentată ca o femeie tânără.
Doctorul Watson a descris relațiile existente între Holmes și doamna Hudson, la începutul povestirii Detectivul muribund (The Adventure of the Dying Detective): 
"Doamna Hudson, proprietăreasa lui Sherlock Holmes, era o femeie care suferea de mult timp. Nu numai pentru că primul etaj era invadat la orice oră de o grămadă de persoane ciudate și adesea indezirabile, dar și fiindcă remarcabilul ei chiriaș era excentric și ducea o viață foarte dezordonată care-i pusese de nenumărate ori răbdarea la încercare. Era incredibil de împrăștiat, asculta muzică la ore ciudate, uneori trăgea cu revolverul în casă, făcea experimente stranii și adesea urât mirositoare, iar în jurul lui plutea o atmosferă de violență și pericol care-l făcea cel mai rău chiriaș din Londra. Pe de altă parte, plătea regește. N-am nicio îndoială că s-ar fi putut cumpăra casa la prețul pe care Holmes l-a plătit pe chirie în anii cât am stat cu el.
Proprietăreasa îl privea cu adânc respect și teamă și nu îndrăznea niciodată să-l contrazică, oricât de scandaloase i-ar fi fost faptele. Ea îl și îndrăgea, fiindcă el era de o remarcabilă blândețe și curtoazie când avea de-a face cu femeile."
La un moment dat, în povestirea "Scandal în Boemia", Holmes își numește proprietăreasă ca "doamna Turner", ceea ce a cauzat mai multe speculații în rândul fanilor lui Holmes.
Doamna Hudson a jucat un rol important în filmul Aventurile lui Sherlock Holmes și ale Dr. Watson.
Primul episod al serialului BBC Sherlock (2010), "A Study in Pink", îi oferă doamnei Hudson o mică prezentare - Sherlock menționează că ea îi cere o chirie specială pentru că el a ajutat-o prin asigurarea condamnării și executării soțului ei, în Florida. Ea devine mai direct implicată într-un caz din episodul "A Scandal in Belgravia" (2012), atunci când locuința de la nr. 221B este atacată de către agenți operatori care provin aparent de la CIA și care au venit în căutarea unui videotelefon pe care Irene Adler îl lăsase în posesia lui Sherlock; atunci când agenții o torturează pe doamna Hudson încercând să găsească telefonul, distantul, în mod normal, Sherlock îl aruncă pe agentul responsabil de la o fereastră aflată la un etaj superior - aparent de mai multe ori -, și ulterior (atunci când Watson îi sugerează, pentru siguranța ei, să-și ia o pauză) își reafirmă afecțiunea lui pentru ea, afirmând că "Anglia va cădea" dacă doamna Hudson va pleca din strada Baker.

## Shinwell Johnson
Shinwell Johnson este un fost infractor, care acționează ca informator și ocazional ca gardă de corp pentru Sherlock Holmes (Deși Watson constată că el este util doar în cazurile care, prin natura lor, nu ajung în fața unui tribunal pentru că ar compromite legătura sa cu Holmes și, astfel, s-ar face inutil ca sursă în cazul în care ar trebui vreodată să depună mărturie, ca parte a unui caz). El apare în "Un client ilustru" în care o protejează pe Kitty de acoliții baronului Gruner și-i oferă lui Holmes o perspectivă asupra modului în care el s-ar putea infiltra în casa lui Gruner pentru a pune mâna pe o anumită carte. El este menționat în adaptările radio ale povestirilor cu Sherlock Holmes, în special în The Further Adventures of Sherlock Holmes: The Ferrers Documents, în care desfășoară activități de intimidare.

## Athelney Jones
Inspectorul Athelney Jones este un detectiv de la Scotland Yard, care apare în Semnul celor patru. El arestează pe toți oamenii din casa lui Bartholomew Sholto, inclusiv pe fratele acestuia și pe servitori, bănuindu-i de implicare în crimă, dar este obligat să-i elibereze pe toți, mai puțin pe unul dintre ei, spre jena sa. Holmes se referă la Jones ca la "un imbecil", dar recunoaște, de asemenea, că el este "tenace ca un homar".
Un inspector Peter Jones apare în "Liga roșcaților"; nu se știe dacă este aceeași persoană cu Athelney.

## Col. Sebastian Moran
Colonelul Sebastian Moran este răufăcătorul din povestirea Casa pustie (1903), care încearcă să-l asasineze pe Holmes după întoarcerea detectivului la Londra; Sherlock Holmes lipsise o perioadă de trei ani după ce dispăruse în Cascadele Reichenbach. Holmes îl descrie ca fiind "al doilea cel mai periculos om din Londra" (cel mai periculos fiind profesorul Moriarty).

## Mary Watson (născută Morstan)
Mary Morstan devine soția dr. Watson. Ea apare pentru prima dată ca personaj în romanul Semnul celor patru (1890), în care ea și Watson se simt atrași unul de celălalt, dar el o cere în căsătorie abia după ce cazul este rezolvat. Ea este descrisă ca blondă cu un ten palid. La momentul în care l-a angajat pe Holmes, ea lucra ca guvernantă. Deși la sfârșitul poveștii, comoara principală este pierdută, ea a primit șase perle care făceau parte din comoara din Agra.
Tatăl lui Mary Morstan, căpitan în cadrul unui regiment britanic din India, care a fost cantonat o perioadă în insulele Andaman, a dispărut în 1878 în circumstanțe misterioase, relaționate cu misterul din Semnul celor patru. Mama ei a murit la scurtă vreme după nașterea ei și ea nu avea alte rude în Anglia, deși a fost educată acolo. Watson și Mary s-au căsătorit în 1889.
Deși a fost "dragoste la prima vedere", căsătoria lui Mary Morstan și a dr. Watson a avut parte de unele fluctuații. În "Povestea cocoșatului" Watson iese din casă cu Holmes pentru a rezolva misterul dintr-o cameră închisă într-o noapte de vară, la câteva luni după căsătoria sa. Ea este destul de preocupată de sănătatea sa și-l trimite la țară în timpul acțiunii din "Misterul din Valea Boscombe", dar când Mary Morstan moare (circumstanțele morții ei nu sunt relatate în canonul lui Sherlock Holmes), Watson se mută înapoi cu Holmes și nu face nicio referire la această pierdere a soției sale, deși Baring-Gould speculează că el s-ar fi căsătorit după aceea din nou, ceea ce ridică întrebări cu privire la cât de apropiați erau ei de fapt sau dacă Watson este un om care își reprimă emoțiile. Este probabil că Mary Morstan a murit în perioada cuprinsă între acțiunile din povestirile "Ultima problemă" și "Casa pustie", dat fiind că în scrisoarea de adio lăsată lui Watson, Holmes îi cere vechiului său prieten să "transmită salutări doamnei Watson"; la întoarcerea lui Holmes, Watson scrie: "Aflase cumva de doliul meu trist"; și în "Constructorul din Norwood", una dintre primele aventuri de după întoarcerea lui Holmes, Watson își vânduse deja cabinetul medical și se întorsese să locuiască în apartamentul închiriat de Holmes pe strada Baker.
Apariții în filme
Mary Morstan a fost portretizată de mai multe ori în cinematografie și anume în:
- Isobel Elsom - în filmul alb-negru Sherlock Holmes Solves The Sign of the Four (1913)
- Isla Bevan - în The Sign of Four (1932), cu Arthur Wontner în rolul lui Sherlock Holmes
- Ann Bell - în episodul intitulat The Sign of Four (1968) al serialului Sherlock Holmes, unde detectivul este interpretat de Peter Cushing, iar dr. Watson de Nigel Stock.
- Gila Von Weitershausen - în filmul german Das Zeichen der Vier (1974)
- Cherie Lunghi - în The Sign of Four (1983), cu Ian Richardson în rolul lui Sherlock Holmes
- Ekaterina Zincenko - în filmul rusesc Priklyucheniya Sherloka Kholmsa i doktora Vatsona: Sokrovishcha Agry (1983)
- Jenny Seagrove - în episodul The Sign of Four (1987) al serialului Sherlock Holmes realizat de Granada Television cu Jeremy Brett în rolul lui Sherlock Holmes
- Glenn Close - în The Crucifer of Blood cu Charlton Heston în rolul lui Sherlock Holmes. În această versiune, Morstan este numită "Irene St. Claire".
- Sophie Lorain - în The Sign of Four (2001), cu Matt Frewer în rolul lui Sherlock Holmes și Kenneth Welsh în rolul dr. Watson. În acest film, Mary Morstan se logodește cu Thadeus Sholto și nu cu doctorul Watson.
- Kelly Reilly - în Sherlock Holmes (2009), film realizat de Guy Ritchie, cu Robert Downey Jr. în rolul lui Sherlock Holmes și Jude Law în rolul dr. Watson. În acest film, Mary Morstan îi este prezentată lui Holmes de către Watson, fiind deja logodnica acestuia din urmă. Morstan nu mai are deci rolul de clientă sau de fostă clientă a detectivului. Reilly și-a reluat acest rol în filmul Sherlock Holmes: Jocul umbrelor (2011), unde ea îi ajută pe Lestrade și Mycroft să deducă codurile într-o carte mică pe care Holmes a furat-o de la Moriarty, dezvăluind detalii esențiale despre imperiul său criminal în timp ce Holmes și Watson îl urmăresc pe Moriarty.

## Langdale Pike
Langdale Pike este un celebru negustor de bârfe ale cărui articole sunt publicate în numeroase reviste și ziare (la care Watson se referă în continuare ca "hârtii din gunoi"). El apare în Aventură în casa cu trei frontoane în care îl ajută pe Holmes să afle numele femeii care a condus la moartea lui Douglas Maberley, deși el nu apare de fapt în povestirea în sine și este doar menționat de către Watson, care-l descrie pe Pike ca "ciudat" și "apatic" și afirmă că el obișnuia să-și petreacă orele de veghe "la fereastra arcuită a unui club din strada St. James". 
Personajul său a fost totuși extins sau detaliat mai concret în alte părți. În biografia lui Sherlock Holmes scrisă de William S. Baring-Gould se pretinde faptul că Pike este o cunoștință din colegiu a lui Holmes, care l-a încurajat pe tânărul Sherlock să încerce să acționeze ca detectiv. Numele său real era acolo cel de "Lord Peter". În piesa radiofonică a lui Bert Coules, se spune că numele real al lui Pike este Clarence Gable; tot acolo se spune că el este un vechi prieten de școală a lui Holmes și este neliniștit în relațiile cu străinii și, din acest motiv, reticent să-și părăsească clubul.
În adaptarea de televiziune realizată de Granada TV, cu Jeremy Brett în rolul lui Holmes, Pike (interpretat de Peter Wyngarde) este, de asemenea, un vechi prieten de la universitate a lui Holmes. El pretinde acolo că este contrapartea binevoitoare a lui Charles Augustus Milverton (șantajistul eponim din Aventura lui Charles_Augustus_Milverton), care ascunde mai multe informații decât expune. Deși Watson este destul de aspru la adresa lui Pike, Holmes este mai amabil cu el, sugerând că Pike este izolat, la fel ca și Holmes.

## Toby
Toby este un câine care este folosit de Sherlock Holmes. El apare pentru prima dată în Semnul celor patru și este descris de Watson ca "o creatură urâtă, cu părul lung și cu urechile blegi, o corcitură ciudată, jumătate spaniel și jumătate lurcher, cu blana maro cu alb, care mergea împleticit". Deși folosit de Holmes, câinele aparține bătrânului Sherman care avea o menajerie de animale în casa de pe str. Pinchin Lane nr. 3 din cartierul Lambeth. Toby locuiește la nr. 7 în interiorul casei. Holmes afirmă că ar "prefera oricând ajutorul lui Toby în locul celui oferit de toți detectivii din Londra" și îi spune câinelui pe nume.
Toby apare și în romanul Sherlock Holmes vs. Dracula; or, The Adventures of the Sanguinary Count al lui Loren D. Estleman, în care Watson și Holmes apelează la Toby pentru a-l urmări pe Contele Dracula, după ce au găsit câinele pe la o măcelărie din mahala - trăsura lui Dracula trecând printr-o zonă cu gunoaie-, permițând celor doi să-l urmărească pe contele Dracula spre casa lui Watson la timp pentru a afla că el a răpit-o pe Mary Watson.
In filmul de desene animate The Great Mouse Detective, Toby este un Basset Hound și locuiește permanent în casa din 221b Baker Street. El este frecvent utilizat de Basil, protagonistul omonim, ca mijloc de transport și urmăritor de trasee.

## Wiggins
Wiggins este un copil al străzii din Londra și șef neoficial al Ștrengarilor de pe Baker Street. În povestiri nu i se dezvăluie prenumele. Prima sa apariție are loc în romanul Un studiu în roșu (1886).
În filmul The Private Life of Sherlock Holmes, regizat de Billy Wilder, apare un personaj pe nume Wiggins (interpretat de Graham Armitage) care este valet la Clubul Diogene. El îi livrează un bilet lui Mycroft Holmes (interpretat de Christopher Lee) și primește instrucțiuni cu privire la diverse subiecte.

## Personaje din scrierile necanonice
Unele personaje ficționale asociate cu Sherlock Holmes nu fac parte din canonul creat de Conan Doyle și au fost introduse de alți scriitori.

### Enola Holmes
Enola Holmes este sora mai mică a lui Sherlock și Mycroft Holmes. Ea apare în seria The Enola Holmes Mysteries a lui Nancy Springer și se deduce că ea este Violet Hunter din povestirea Aventura de la „Fagii de Aramă”, deși nu există suficiente dovezi pentru a susține acest fapt. Enola este o fată foarte independentă și rebelă, căreia îi place să poarte pantaloni în timp ce mergea cu bicicleta. Ea devine o "perditoriană", adică o persoană care găsește lucruri pierdute, atunci când mama ei fuge cu țiganii, iar frații ei încearcă să o trimită la școală-internat. Folosindu-și viclenia ei naturală, care pare să fi fost moștenită de fiecare Holmes, ea se deghizează de mai multe ori în incercarea ei de a se întâlni cu mama sa și de a scăpa de frații ei.

### Raffles Holmes
Raffles Holmes, fiul lui Sherlock Holmes, este un personaj fictiv din colecția de povestiri Raffles Holmes and Company (1906) a lui John Kendrick Bangs. El este descris ca fiul lui Sherlock Holmes și a lui Marjorie Raffles, fiica gentlemanului-hoț A.J. Raffles. 
Teoreticianul Win Scott Eckert al conceptului de familie Wold Newton a conceput o explicație în Original Wold Newton Universe Crossover Chronology pentru a reconcilia existența lui Raffles Holmes cu informațiile canonice despre Sherlock Holmes și A.J. Raffles, pe care colegul său Brad Mengel le-a încorporat în eseul său "Watching the Detectives". Potrivit acestei teorii, Holmes s-a căsătorit cu Marjorie în 1883, iar ea a murit mai târziu în cursul aceluiași an, dând naștere lui Raffles. Deoarece Raffles și Holmes sunt contemporani, s-a sugerat că Marjorie era de fapt sora lui Raffles.
Eckert a speculat, de asemenea, în Crossover Chronology că (1) Raffles Holmes era același personaj cu "iubitul fiu pierdut" al lui Sherlock Holmes menționat în romanele cu Mary Russell ale lui Laurie R. King și (2) Raffles Holmes era tatăl lui Creighton Holmes, care apare în colecția de povestiri The Adventures of Creighton Holmes a lui Ned Hubble.
Eseul online al lui Mengel a fost revizuit pentru publicare în volumul Myths for the Modern Age: Philip José Farmer's Wold Newton Universe (MonkeyBrain Books, 2005) editat de Eckert, o colecție de eseuri Wold Newton ale lui Farmer și ale altor contribuitori "postfarmerieni", autorizată de Farmer ca o extensie a miturilor Wold Newton.
El nu apare și nici nu este niciodată menționat în niciuna dintre povestiri originale ale lui Sherlock Holmes și nu este o creație a lui Sir Arthur Conan Doyle.

### Sherrinford Holmes
Sherrinford Holmes este un ipotetic frate mai mare al lui Sherlock Holmes și Mycroft Holmes. Se crede că abilitățile sale de deducție le depășesc pe cele ale ambilor frați mai mici. Numele lui este luat din notele de început ca unul dintre cele luate în considerare de către Arthur Conan Doyle pentru personajul său detectivistic înainte de a ajunge la "Sherlock Holmes".
El a fost propus pentru prima dată de William S. Baring-Gould care a scris în celebra sa "biografie", "Sherlock Holmes of Baker Street", că Sherrinford era fratele cel mai mare al lui Sherlock Holmes. Holmes a declarat odată că membrii familiei sale au fost nobili rurali, ceea ce înseamnă că fratele cel mai mare ar trebui să rămână să se ocupe de casă. Dacă Mycroft era cel mai mare, atunci el nu putea juca rolul pe care îl are în cele patru povestiri din canonul lui Sherlock Holmes, așa că Sherrinford i-a eliberat pe amândoi de această îndatorire. Această poziție este întărită de faptul că poziția generală a lui Mycroft ca un funcționar public de nivel înalt a fost o alegere comună pentru fiii mai tineri ai nobilimii.
Personajul apare (scris greșit Sherringford), împreună cu frații săi, în romanul All-Consuming Fire al lui Andy Lane, din seria Virgin New Adventures Doctor Who, în care se dezvăluie că el este membru al unui cult care se închină unui melc extraterestru telepatic, care îi transformă pe adepții săi în creaturi care seamănă cu insectele; romanul culminează cu forțarea lui Holmes să-l împuște pe fratele său pentru a-l salva pe Watson.

### Mary Russell
Mary Russell este un personaj ficțional dintr-o serie de cărți scrise de Laurie R. King, care se concentrează pe aventurile lui Mary Russell și a partenerului și, ulterior, soțului ei, un Sherlock Holmes îmbătrânit.